# Поремба-Велика (Лімановський повіт)
Поремба-Велика (пол. Poręba Wielka) — село в Польщі, у гміні Недзьведзь Лімановського повіту Малопольського воєводства.
Населення — 2385 осіб (2011).
У 1975-1998 роках село належало до Новосондецького воєводства.

## Демографія
Демографічна структура станом на 31 березня 2011 року:
|          | Загалом | Допрацездатний вік | Працездатний вік | Постпрацездатний вік |
| -------- | ------- | ------------------ | ---------------- | -------------------- |
| Чоловіки | 1209    | 333                | 776              | 100                  |
| Жінки    | 1176    | 307                | 686              | 183                  |
| Разом    | 2385    | 640                | 1462             | 283                  |